# Matt Hardy
Matthew Moore "Matt" Hardy (sinh ngày 23 tháng 9 năm 1974) là một đô vật chuyên nghiệp Mỹ, đang thi đấu cho All Elite Wrestling. Anh là anh trai của Jeff Hardy. Anh đã từng giữ đai ECW Championship của WWE. Sau đó anh mất đai ECW khi bị Jack Swagger đánh bại ở ECW. Ở Royal Rumble, anh có một trận đánh lại với Jack Swagger để dành đai ECW nhưng anh đã thua. Sau đó, vào ở cuối trận của Jeff Hardy với Edge dành đai WWE title ở Royal Rumber, anh đã lên sàn và cầm ghế phang vào Jeff Hardy, làm Jeff Hardy mất đai. Mối thù giữa hai anh em nhà Hardy cũng bắt đầu ở đó. Ở Wrestlemania 25, anh đã đánh bại Jeff Hardy ở trận Extreme Rules sau khi Twist Of Fate Jeff Hardy lên ghế.Tại Backlash 2009, trong trận "I quit Match" anh đã bị Jeff Hardy trói lên bàn và đứng lên thang nhảy xuống. Trước đó, anh đã liên tục " I quit", "I quit". Sau đó Matt bị gãy một tay nhưng vẫn tiếp tục thi đấu. Tại Judgment Day 2009, trong trận World Heavyweight Championship giữa Jeff Hardy và Edge, anh đã xuất hiện và đánh Jeff Hardy giúp Edge giành đai WHC. Nhưng anh đã cùng John Morrison giúp Jeff khi Jeff bị Hart Dynasty & CM Punk hội đồng. Sau trận John Morrison & Hardy Boyz vs CM punk & Hart Dynasty, anh đã ôm Jeff và nói tạm biệt vì sau trận cuối cùng Jeff vs Cm Punk, Jeff phải đi dưỡng thương vì bị thương trong 1 trận giành đai với CM Punk.

## Trong đấu vật
- Đòn cuối
  - Twist of Fate  (Khóa cổ và giật xuống)
  - Super Twist of Fate (Khóa cổ và giật xuống, dùng trên cầu thang hoặc trên cột)
- Các tuyệt chiêu thường dùng
  - Side Effect (thường dùng với cầu thang hoặc cột)
  - Downfall (Second-rope diving leg drop hoặc second-rope flying elbow smash)
  - Ricochet (Belly to back suplex into an elbow drop to the stomach)
  - Scar (Double underhook / body scissors submission combo) - Independent circuit
  - Hardysault (Moonsault)
  - Sitout crucifix powerbomb
  - Corner clothesline followed by a bulldog
  - Corner sitout powerbomb
  - Punches followed by a discus punch
  - Russian legsweep
  - Flying clothesline
  - Missile Dropkick
  - 450° splash- cuối những năm 1990
- Các tuyệt chiêu khi đánh đôi
  - Poetry in Motion- với Jeff Hardy hoặc Lita
  - Event Omega- với Jeff Hardy
- Biệt danh
  - Version 1/V1 -WWE
  - The Angelic Diablo -ROH

- Managers
  - Lita
  - Terri Runnels
  - Michael Hayes
  - Gangrel
  - Shannon Moore
- Nhạc xuất hiện
  - Matt ban đầu sử dụng nhạc của Hardy Boyz cho tới khi anh và Jeff tách ra và anh chuyển qua SmackDown vào năm 2002, sau đó anh sử dụng bài hát you couldn't pay me enough của Monster Magnet đến nay.
- Động tác
  - Anh giơ ngón tay trỏ, ngón giữa, và ngón út ra, có nghĩa là V-1. Ngày xưa, anh làm đưa tay hình khẩu súng cùng Jeff Hardy.

## Các chức vô địch và danh hiệu
- National Wrestling Alliance

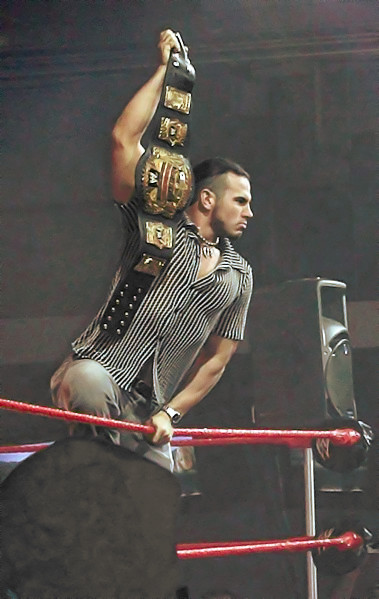
Hardy với tư cách là Cruiserweight Champion.

- NWA 2000 Tag Team Championship (1 time) - với Jeff Hardy

- Organization of Modern Extreme Grappling Arts
  - OMEGA Pro Wrestling Heavyweight Championship (1 lần)
  - OMEGA Pro Wrestling Tag Team Championship (1 lần) - với Jeff Hardy
  - Đô vật bị ghét nhất tháng 3/4/5 năm 2009
- Pro Wrestling Illustrated
  - PWI Tag Team of the Year với Jeff Hardy vào năm 2000.
  - PWI Match of the Year với Jeff Hardy vs. The Dudley Boyz và Edge và Christian, WrestleMania 2000, 1 tháng 4 năm 2000
  - PWI Match of the Year với Jeff Hardy vs. The Dudley Boyz và Edge avà Christian, WrestleMania X-Seven, 1 tháng 4 năm 2001
  - PWI Feud of the Year vs. Edge và Lita năm 2005
  - PWI xếp anh hạng # 201 trong 500 đô vật hay nhất mọi thời đại trong PWI Years năm 2003.
- World Wrestling Federation/Entertainment
  - WCW Tag Team Championship (1 time) - with Jeff Hardy
  - WWE Cruiserweight Championship (1 time)
  - WWF European Championship (1 lần)
  - WWF Hardcore Championship (1 lần)
  - World Tag Team Championship (6 lần) - with Jeff Hardy
  - WWE Tag Team Championship (1 lần) - with Montel Vontavious Porter
  - ECW Championship (1 lần)
- Wrestling Observer Newsletter
  - Best Gimmick award in 2002
  - Worst Feud of the Year award with Lita vs. Kane in 2004.